# Remo Lütolf
Remo Lütolf (Altstätten, Suiza, 18 de febrero de 1980) es un nadador retirado especializado en pruebas de estilo braza. Fue medalla de bronce en la prueba de 50 metros braza en el Campeonato Mundial de Natación en Piscina Corta de 1999.
Representó a Suiza en los Juegos Olímpicos de Sídney 2000 y Atenas 2004.

## Palmarés internacional
| Campeonato Mundial de Natación en Piscina Corta | Campeonato Mundial de Natación en Piscina Corta | Campeonato Mundial de Natación en Piscina Corta | Campeonato Mundial de Natación en Piscina Corta |
| Año                                             | Lugar                                           | Medalla                                         | Prueba                                          |
| ----------------------------------------------- | ----------------------------------------------- | ----------------------------------------------- | ----------------------------------------------- |
| 1999                                            | Hong Kong ( China)                              | Medalla de bronce                               | 50 m braza                                      |
| Campeonato Europeo de Natación                  |                                                 |                                                 |                                                 |
| Año                                             | Lugar                                           | Medalla                                         | Prueba                                          |
| 2000                                            | Helsinki ( Finlandia)                           | Medalla de bronce                               | 50 m braza                                      |